# Chiesa di San Fantino
La chiesa di San Fantino è un luogo di culto cattolico di Palmi. L'edificio è ubicato nella frazione di Taureana di Palmi e prospetta sulla piazza San Fantino. la chiesa è sede dell'omonima parrocchia eretta nel 1952 e, al suo interno, è custodita la venerata statua della Madonna dell'Alto Mare.

## Storia
Nel 590 vengono attestati a Tauriana una chiesa ed un monastero maschile dedicati a san Fantino, poiché citati in una lettera di papa Gregorio Magno inviata al vescovo della diocesi di Tauriana Paolino. 
Una «basilica superiore» di san Fantino, sopra la cripta nella quale vi era la tomba del santo, è menzionata anche nel bios di San Fantino scritto dal vescovo di Tauriana Pietro nell'VIII secolo.
Presumibilmente nel IX secolo il vescovo della diocesi di Tauriana risiedeva nella chiesa di san Fantino, dando pertanto al luogo di culto il titolo di cattedrale.
La chiesa andò distrutta assieme alla città di Tauriana, nel 951, per mano dei saraceni che costrinsero la popolazione a trovare rifugio nei centri vicini.
Nell'XI secolo alcuni monaci basiliani ricostruirono un'abbazia, nel luogo dove sorgeva l'antica cattedrale, dedicandola nuovamente a san Fantino. Nel 1080, la diocesi di Tauriana venne soppressa ed il suo territorio fu incorporato in quello della nuova diocesi di Mileto. Pertanto l'abbazia di san Fantino passò sotto la giurisdizione di quest'ultima diocesi. Anche se l'aggregazione dalla diocesi di Tauriana a quella di Mileto venne giustificata con il fatto che la città fosse stata devastata un secolo prima, e che la cattedra vescovile fosse vacante da lungo tempo, ciò non sembra corrispondere esattamente al vero, poiché risulterebbe che si officiasse regolarmente nel luogo di culto dedicato a san Fantino fino agli anni 1112 e 1113.
Ruggero II di Sicilia sottopose l'abbazia, nel 1134, all'archimandrita del cenobio del Salvatore di Messina.
L'abbazia è citata nuovamente in alcuni atti del 1324 e del 1325.
Nel XV secolo, per l'esiguo numero di monaci basiliani che vi vivevano, il convento di san Fantino cadde in abbandono. Lo stato di abbandono in cui versava in quel periodo il convento è attestato in una relazione di Atanasio Calceopulo nella sua visita ai monasteri greci di Calabria, compiuta nel 1457 e nel 1458. Poiché in quel periodo, nella zona di Taureana, vi era un altro luogo di culto dedicato a san Giovanni teologo, il rettore della suddetta chiesa si rivolse a papa Martino V chiedendo l'abolizione del convento di san Fantino e la rendita di quest'ultima. La concessione venne fatta dal successivo papa Eugenio IV nel 1431 che, inoltre, unificò il titolo delle due chiese intestando quella di san Giovanni teologo ai Santi Fantino e Giovanni Teologo. La nuova chiesa fu amministrata da un abate dipendente dal papa ed in seguito, a causa di una nuova distruzione ad opera dei saraceni, venne anch'essa lasciata in stato d'abbandono.
Nel 1552 la chiesa venne riedificata, con bolla rilasciata il 29 settembre 1542 da papa Paolo III, dal conte di Seminara Pietro Antonio Spinelli, feudatario di Palmi. Il luogo di culto, con annesso un convento di monache basiliane, fu dedicato a «SS. Maria dell'Alto Mare» e risultava jus patronato della famiglia Spinelli. Le indicazioni di come fossero la chiesa ed il monastero sono contenute in una platea redatta nel 1645 dal notaio Marcantonio De Paola di Seminara.
La chiesa è menzionata nel 1740, tra quelle «fuori le mure della città», nella deposizione dell'arciprete della parrocchia di san Nicola, per l'elevazione della chiesa Madre di Palmi a collegiata. Il luogo di culto venne in seguito distrutto dal terremoto del 1783.
La chiesa fu ricostruita, nel 1857 dall'abate Pietro Militano, e venne riedificata con l'entrata rivolta a sud.
Nel 1937 la chiesa passò sotto la guida spirituale dei frati minori conventuali della parrocchia del Rosario mentre nel 1952 venne eretta a parrocchia autonoma, intitolata anch'essa al santo di Tauriana.
Nel 1963 venne inaugurato a Taureana un nuovo luogo di culto che, pertanto, fece chiudere e lasciare in stato di abbandono la vecchia chiesa (attualmente adibita a museo). Pochi anni dopo vi fu l'adeguamento della chiesa alla riforma liturgica post Concilio Vaticano II, con l'aggiunta di una mensa al centro del presbiterio.
Nel 1979 il luogo di culto e tutta la città di Palmi passarono dalla giurisdizione della diocesi di Mileto a quella nuova di Oppido Mamertina-Palmi.
Sul finire dello scorso secolo, nel 1993, venne sostituito il manto di copertura, mentre nel periodo tra il 2015 e il 2016 vi è stata la completa ristrutturazione (interna ed esterna) dell'edificio, ad opera dell'ing. Paolo Martino.

## Descrizione

### Esterno
La facciata della chiesa è a capanna e risulta ordinata da cornici che la ripartiscono verticalmente in tre settori. Le cornici alle estremità sono di larghezza superiore a quelle centrali. Ogni settore è ulteriormente diviso in tre parti da cornici orizzontali. Nel settore centrale è posto il portone d'ingresso della chiesa, rialzato rispetto al sagrato da una scalinata. Sopra il portone sono collocate due strette vetrate che alla sommità seguono l'inclinazione della copertura. La facciata è conclusa, nel punto più alto, da una croce in ferro.
Il tetto è a due falde con manto di copertura in tegole canadesi.
Il campanile, a pianta quadrata, è collocato a fianco della facciata, in posizione leggermente arretrata, e ripete le cornici del prospetto.

### Interno

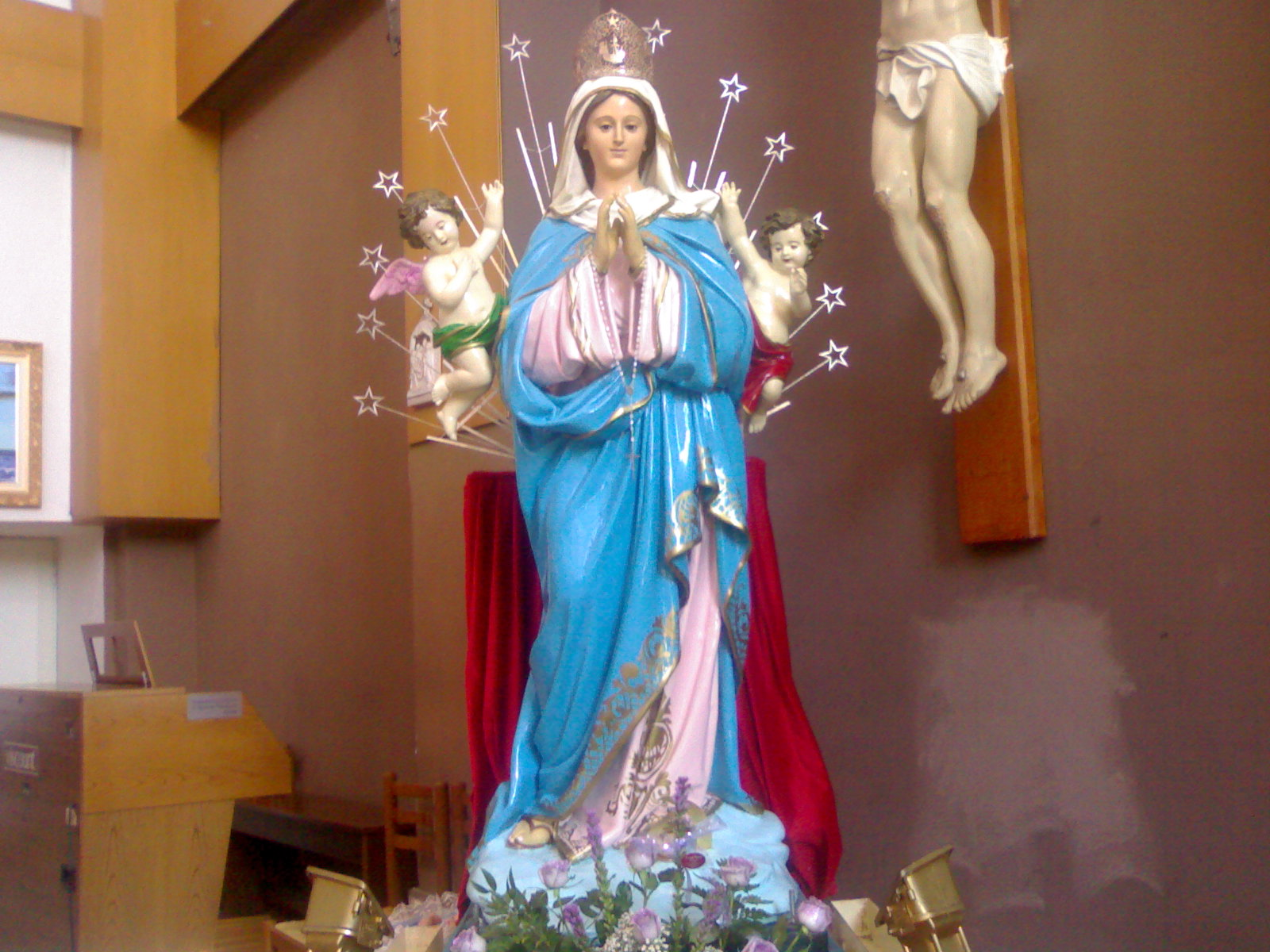
La statua della Madonna dell'Alto Mare.

Al suo interno la chiesa è formata da una sola navata rettangolare, che corrisponde sia all'aula che al presbiterio, rialzato di due gradini rispetto al resto dell'edificio.
Nella controfacciata sono poste, rispettivamente a lato sinistro e destro dell'ingresso, una lapide marmorea a ricordo della ristrutturazione dell'edificio avvenuta nel 2015 e una mensola che sorregge una statua lignea di San Giuseppe con Gesù bambino (XX secolo). Sotto di essa è posizionato un confessionale in legno.
Le pareti laterali risultano scandite verticalmente da pilastri che le suddividono in cinque campate ciascuna, entro le quali sono disposte le opere d'arte. Ad ogni campata corrisponde, in alto, una coppia di vetrate.
Partendo dall'ingresso, nella prima campata a sinistra è collocata la porta d'accesso al campanile. Nella seconda campata è posizionato un dipinto in olio su tela raffigurante Gesù Misericordioso, la Madonna e San Giovanni Paolo II (XX secolo). Nella terza campata si trova una mensola che sorregge una statua in legno scolpito e dipinto di San Filippo Neri (XX secolo), eseguita dall'artista Luigi Santifaller di Ortisei. Nella quarta campata è invece collocato un dipinto in olio su tela rappresentante la Madonna Immacolata con San Giacomo, San Fantino e altri santi (XVI secolo). La tela, realizzata in ambito dell'Italia meridionale, venne commissionata dalla famiglia Spinelli feudataria di Palmi.
Sempre partendo dall'ingresso, nella seconda campata a destra è invece collocata una statua in legno scolpito e dipinto di San Fantino (XIX secolo), opera di bottega calabrese. Nella terza campata è posizionato un Crocifisso in legno scolpito e dipinto (XX secolo). Nella quarta campata infine è riproposta una riproduzione di Gesù Misericordioso.
Completano le pareti laterali dei dipinti, posizionati sui pilastri, rappresentanti le Stazioni della Via Matris (2017) opera dell'artista locale Caterina Mauro.
Nella parete di fondo è addossato l'altare maggiore dedicato alla Santissima Trinità (2016), realizzato in travertino e granito da maestranze locali su progetto dell'ingegner Paolo Martino. Al centro dell'altare è posto il tabernacolo mentre alla sua sommità è posizionata il gruppo scultoreo di Maria Santissima dell'Alto Mare e angioletti (1938) in cartapesta modellata e dipinta, opera di bottega dell'Italia meridionale. L'altare è sormontato da una grande croce addossata anch'essa alla parete mentre ai due lati sono collocati l'accesso alla sacrestia, a sinistra, e un'icona che raffigura San Fantino (1994), realizzata dall'artista locale Loredana La Capria ed ispirata alle policromie e simboli tipici dell'arte bizantina tradizionale
Il soffitto della chiesa è formato da un tetto in cemento armato, a doppia falda inclinata, sorretto da capriate a vista anch'esse in cemento armato e posizionate in corrispondenza dei pilastri delle pareti laterali.
La pavimentazione è invece formata da piastrelle di graniglia di marmo per l'aula e in liste di marmo a giunti alternati per il presbiterio con zoccolatura dello stesso materiale.

## Festività e ricorrenze
- Festa di San Fantino (24 luglio, con processione a cavallo per le vie di Taureana).
- Festa di Maria Santissima dell'Alto Mare (ultima domenica di luglio, con processione per le vie di Taureana di Palmi e processione a mare sul Lido di Palmi).

## Titoli
- Chiesa parrocchiale. Il 1º novembre 1952 la chiesa di San Fantino venne eretta a nuova parrocchia cittadina dal vescovo della diocesi di Mileto Vincenzo De Chiara, assegnandole la giurisdizione sui quartieri di Taureana di Palmi e del Lido di Palmi. Il territorio venne scorporato dalla parrocchia di Maria Santissima del Rosario.

Inoltre, i precedenti luoghi di culto dedicati a San Fantino, ebbero anche il titolo di cattedrale della diocesi di Tauriana (dal IX secolo fino alla sua soppressione della sede vescovile avvenuta nell'XI secolo), di abbazia (nel periodo compreso tra l'XI secolo e il XV secolo) e di chiesa conventuale delle suore dell'Ordine di San Basilio Magno (a partire dal 1552).

### Esplicative
1. ↑  Tra le informazioni contenute negli atti risulta che nell'abbazia di san Fantino vi vivevano due abati di nome Gelasio e Girasimus.
2. ↑  Nella relazione Attanasio Calceopulo riportò di aver visitato il monastero di Sancti Infantini, che era circondato di spine e ridotto in rovine.
3. ↑  Si trattava di una chiesa a croce greca con due archi di fabbrica, orientata verso nord ovest-sud est, con l'ingresso principale rivolto verso la torre di Pietrenere.

### Bibliografiche
1. 1 2 3 4 5 6 7 8 9 10 11 12 13 14 15 16 17 18   Chiesa di San Fantino <Palmi>, su Le chiese delle diocesi italiane, Conferenza Episcopale Italiana. URL consultato il 22 maggio 2019.
2. ↑   Parrocchia di San Fantino in Taureana, su siusa.archivi.beniculturali.it.
3. 1 2 3 4 5   La voce del Tirreno, 5 marzo 2009 anno 3 n. 3 (PDF), su lavocedeltirreno.it. URL consultato il 24 settembre 2016 (archiviato dall'url originale il 24 febbraio 2013).
4. 1 2  Mazza, pag. 19.
5. 1 2 3 4   Il Tempio Di san Fantino, su arteculturafotoin.it. URL consultato il 6 maggio 2013 (archiviato dall'url originale il 20 ottobre 2013).
6. 1 2 3  De Salvo, pagg. 25 e 26.
7. ↑  Minuto, p. 324.
8. 1 2 3 4  Periodico "Madre Terra News" n. 24 - Dicembre 2011 Pagg. 12-13
9. 1 2 3 4 5 6 7 8  De Salvo, pagg. 148-149.
10. ↑  De Salvo, pag. 237.
11. ↑   pag. 1361 (PDF), su vatican.va. URL consultato il 4 marzo 2013.
12. ↑   Ambito dell'Italia merid. sec.XVI,Madonna Immacolata e santi, su beweb.chiesacattolica.it. URL consultato il 13 giugno 2019.
13. ↑   Bottega calabrese sec. XIX, San Fantino, su beweb.chiesacattolica.it. URL consultato il 13 giugno 2019.
14. ↑   Bottega dell'Italia merid. sec. XX, Madonna dell'Alto Mare, su beweb.chiesacattolica.it. URL consultato il 17 giugno 2019.
15. ↑   L'icona di san Fantino, su sanfantino.org. URL consultato il 30 giugno 2014 (archiviato dall'url originale il 14 luglio 2014).